# MusicFab
MusicFab（ミュージックファブ）は、ソフトウェアベンダーYZSoft Co., Ltd.による、ストリーミング形式で配信されている音楽のダウンロードソフト。
Spotify、Amazon Music、Apple Music、TIDAL、dヒッツのモジュールがリリースされており、オリジナルフォーマットのM4Aでダウンロードできるほか、MP3やFLAC、WAVなどに変換することもできる。

## 概要
Spotify、Amazon Music、Apple Music、TIDAL、dヒッツで配信されている楽曲やプレイリスト、ポッドキャストなどのDRMを解除して数秒という超高速でダウンロードができる。フリープラン会員向けの音楽に広告が挿入される場合、広告をカットして変換できる機能も実装されている。WebサイトはSSLにより保護されており、ウイルスやマルウェア、バンドルウェアは含まれていない。

## 特徴
- 各音楽ストリーミングサービスには契約が必要
- 各製品には30日間の返金保証が付いている
- ダウンロード時は歌詞とID3タグも取得できる
- 利用地域や加入プランに関係なく利用できる
- Webブラウザが内蔵されており検索と変換がソフト内で行える
- ロスレス品質のドルビーアトモス・FLAC・360 Reality Audioをサポート
- 元のオーディオフォーマット以外の形式に変換することもできる

## プラン体系
支払方法は、クレジットカード（VISA、MasterCard、Discover、American Express、JCBなど）、PayPal、Apple Pay、Google Pay、iDeal、Bitcoinに対応している。
2023年6月現在
- MysicFabオールインワン : ライフタイムプランの1種類
- MusicFab Spotify 変換ソフト : 年間プラン・ライフタイムプラン・ファミリー向けライフタイムプランの3種類
- MusicFab Amazon Music 変換ソフト : 年間プラン・ライフタイムプラン・ファミリー向けライフタイムプランの3種類
- MusicFab Apple Music 変換ソフト : 年間プラン・ライフタイムプラン・ファミリー向けライフタイムプランの3種類
- MusicFab LINE MUSIC 変換ソフト : 年間プラン・ライフタイムプラン・ファミリー向けライフタイムプランの3種類
- MusicFab TIDAL 変換ソフト : 年間プラン・ライフタイムプラン・ファミリー向けライフタイムプランの3種類
- MusicFab dヒッツ 変換ソフト : 年間プラン・ライフタイムプラン・ファミリー向けライフタイムプランの3種類

## 試用版と有料版の違い
試用版では3本までフルで音楽やポッドキャスト、ラジオ、オーディオブックなどをダウンロードできる。オールインワン版以外は年間プラン・ライフタイムプラン・ファミリー向けライフタイムプランの3種類のプランが用意されており、年間プランの場合は期限が来ると自動的にアップデートされる。

## 必要な動作環境
- 対応OS : Windows 11/10/8.1/8/7(32bits & 64bits)
- プロセッサ : 1G Hz プロセッサ以上
- RAM : 1GB以上
- ハードディスク : 10GB以上の空き容量
- ネットワーク接続 : ライブインターネット接続が必要

## 日本国内における著作権法改正
日本国内における著作権法では、技術的保護手段の回避が禁止されている。平成24年、著作権法一部改正案の審議の過程において「違法ダウン ロードの刑事罰化」を内容とする修正案が提出され、6月に可決された。このことにより、私的使用の目的であっても、著作権を侵害する自動公衆送信を受信して行うデジタル方式の録音・録画を、電子的方法や磁気的方法により行い著作権または著作隣接権を侵害した者は、2年以下の懲役もしくは200万円以下の罰金、またはそれらを併科することになる。ただしこの刑事罰の規定は親告罪とされており、権利者からの告訴がなければ公訴を提起できない。